# Ичан

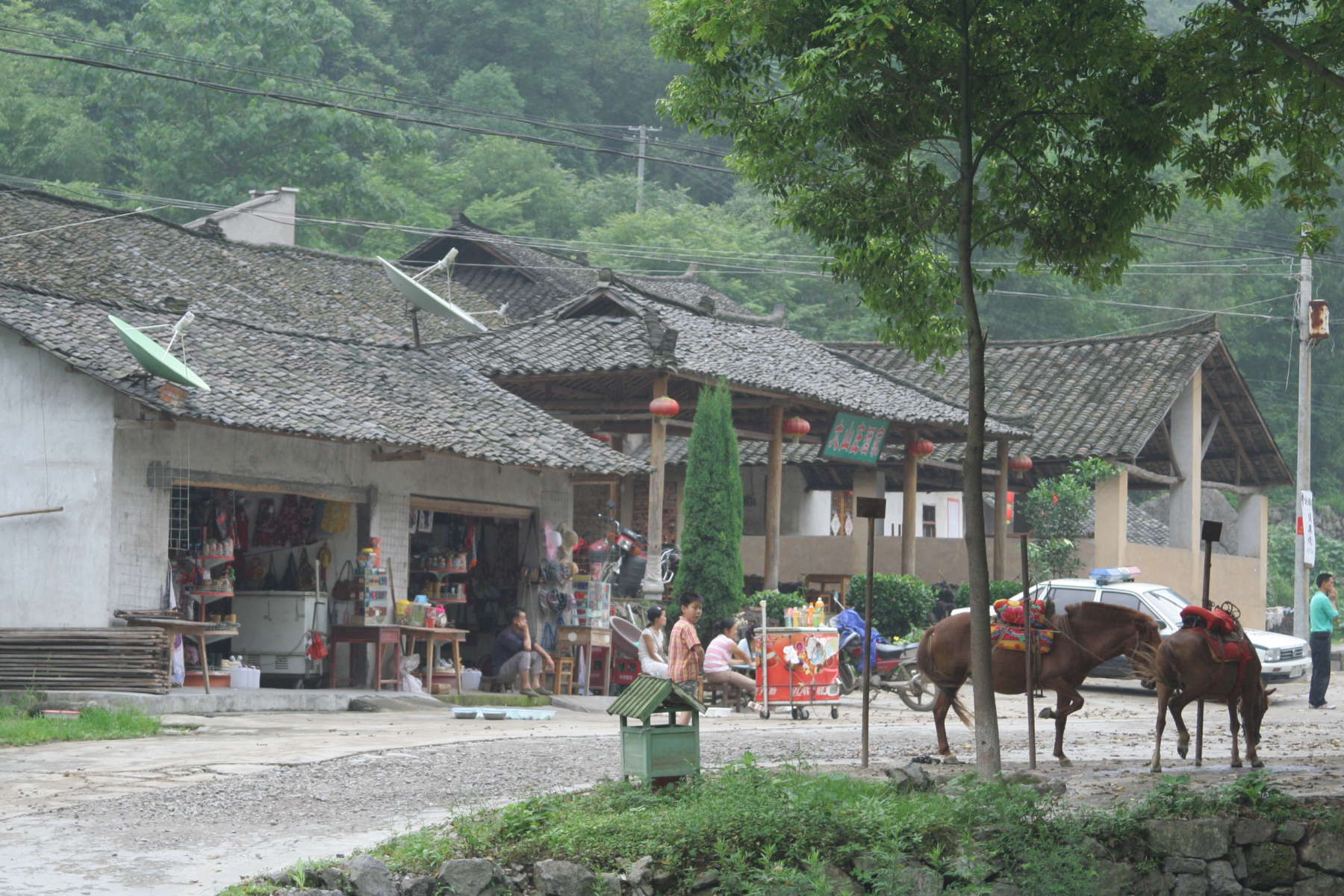
Деревня народа туцзя

Ича́н (кит. упр. 宜昌, пиньинь Yíchāng) — городской округ в китайской провинции Хубэй.

## География

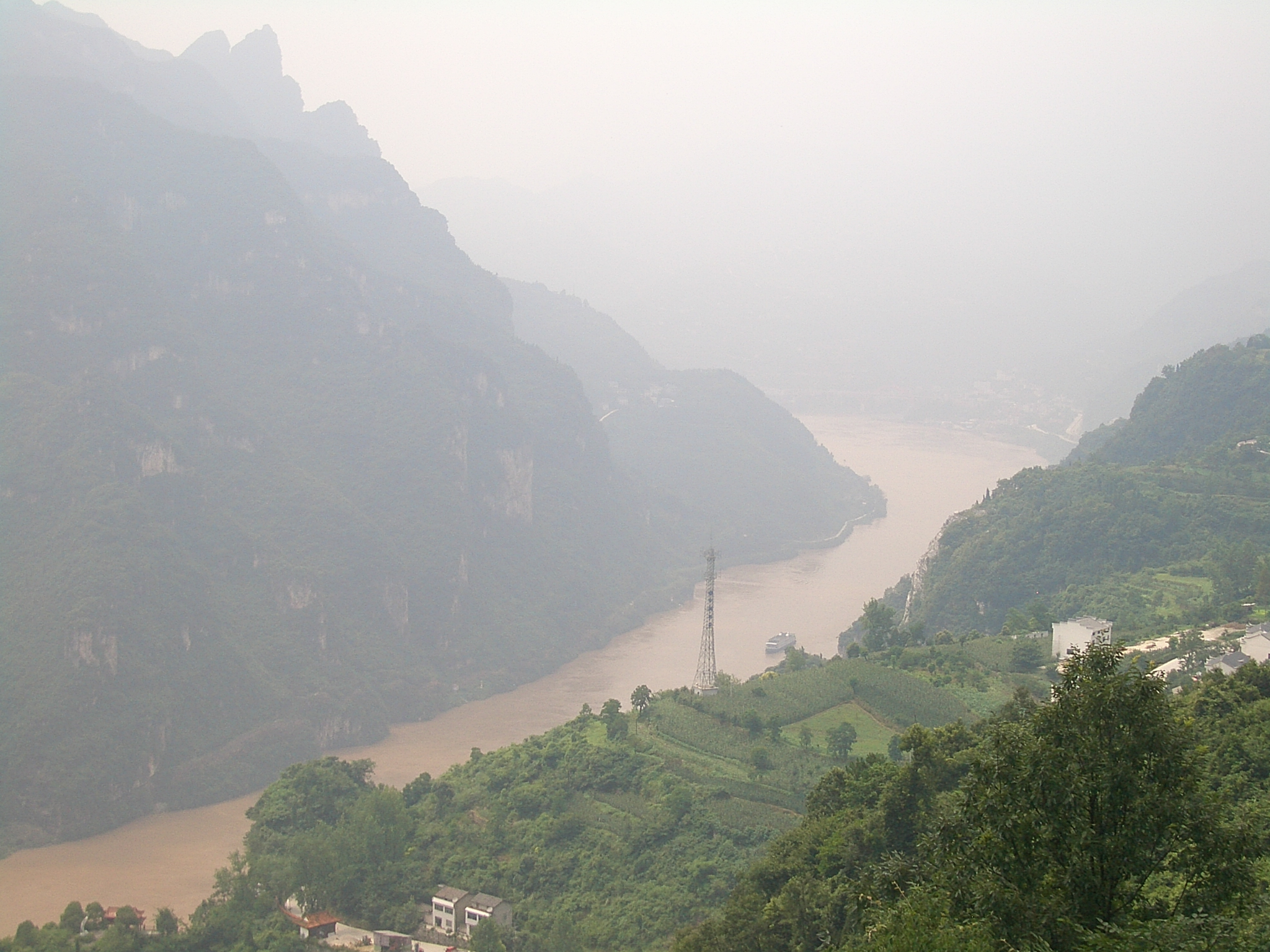
Янцзы

Ичан расположен на западе провинции Хубэй, на реке Янцзы, узкой долиной которой округ разделён на две части. Нижнее из знаменитых Трёх Ущелий Янцзы — Ущелье Силин — находится в пределах округа (уезды Цзыгуй и Илин).
Рельеф в основном гористый, особенно на западе округа, с вершинами, превышающими 2 тыс. м над уровнем моря как на северо-западе, так и на юго-западе округа.

## История
В древности эти места были известны под названием «Илин» (夷陵), они упоминаются ещё в 278 году до н. э. в информации о том, как циньский полководец Бай Ци напал на царство Чу и уничтожил Илин.
В эпоху Троецарствия здесь был создан округ Силин (西陵郡), также называвшийся Иду (宜都郡). После объединения китайских земель под властью империи Цзинь был создан уезд Илин (夷陵县). В 305 году западная часть уезда Илин была выделена в отдельный уезд Ичан (宜昌县).
В эпоху Южных и Северных династий округ Иду при южной империи Лян стал областью Ичжоу (宜州), при империи Западная Вэй — областью Точжоу (拓州), при империи Северная Чжоу — областью Сячжоу (硖州). После объединения китайских земель под властью империи Суй область Сячжоу в 607 году стала округом Илин (夷陵郡). Во времена империи Тан в стране неоднократно менялась структура административного деления, и эти места находились то в составе округа Илин, то в составе области Сячжоу. После монгольского завоевания написание названия области Сячжоу изменилось с 硖州 на 峡州. В 1280 году область была поднята в статусе, и стала Сячжоуским регионом (峡州路).
После свержения власти монголов и провозглашения империи Мин Сячжоуский регион был в 1364 году расформирован, а вместо него опять образована область Сячжоу (峡州). В 1376 году она была переименована в область Илин (夷陵州).
После завоевания страны маньчжурами власти империи Цин в 1648 году изменили написание названия области Илин с 夷陵州 на 彝陵州. В 1735 году область была поднята в статусе и стала Ичанской управой (宜昌府), в подчинение властям которой вошли 1 область и 5 уездов; на землях, ранее напрямую управлявшихся областными властями, был образован уезд Дунху (东湖县). После Синьхайской революции в Китае была произведена реформа структуры административного деления, и в 1912 году области с управами были упразднены, а уезд Дунху был переименован в Ичан по названию бывшей управы (宜昌县).
Во время японо-китайской войны эти места были в мае 1940 года захвачены японцами в результате битвы за Цзаоян и Ичан, и оставались под оккупацией вплоть до капитуляции Японии в 1945 году.
После образования КНР в 1949 году был создан Специальный район Ичан (宜昌专区) в составе 9 уездов; при этом из уезда Ичан был выделен город Ичан (宜昌市), перешедший под непосредственное управление властей провинции Хубэй. В 1955 году уезд Чжицзян был присоединён к уезду Иду. В 1958 году город Ичан был понижен в статусе и перешёл в подчинение властей Специального района.
В 1959 году Специальный район Ичан был расформирован, а вместо него был образован Промышленный район Иду (宜都工业区), власти которого разместились в городе Ичан. В 1961 году Промышленный район Иду был расформирован, и был вновь создан Специальный район Ичан. В 1962 году был воссоздан уезд Чжицзян.
В 1970 году Специальный район Ичан был переименован в Округ Ичан (宜昌地区). В 1971 году в состав округа был включён Лесной район Шэньнунцзя, но в 1972 году он был вновь переведён в непосредственное подчинение властям провинции. В 1979 году город Ичан вновь был переведён в непосредственное подчинение властям провинции.
В 1984 году уезды Уфэн и Чанъян были преобразованы в Уфэн-Туцзяский автономный уезд и Чанъян-Туцзяский автономный уезд.
В 1986 году в городе Ичан были созданы районы Силин, Уцзяган и Дяньцзюнь.
В 1987 году был расформирован уезд Иду, а вместо него был создан городской уезд Чжичэн (枝城市).
В 1988 году уезд Данъян был преобразован в городской уезд.
Постановлением Госсовета КНР от 8 июля 1992 года был расформирован округ Ичан, а входившие в его состав административные единицы перешли под управление властей города Ичан, превратившегося таким образом в городской округ.
В 1995 году из уезда Чжицзян был выделен район Сяотин.
В 1996 году уезд Чжицзян был преобразован в городской уезд.
В 1998 году городской уезд Чжичэн был переименован в Иду.
В 2001 году уезд Ичан был расформирован, а на его территории был образован район городского подчинения Илин.

## Административное деление
| Карта | Карта                            | Карта              | Карта                       | Карта                     | Карта              | Карта                               | Карта |
| --- | -------------------------------- | ------------------ | --------------------------- | ------------------------- | ------------------ | ----------------------------------- | ----- |
| 1 2 3 Дяньцзюнь Илин Юаньань Синшань Цзыгуй Чанъян-Туцзяский автономный уезд Уфэн-Туцзяский автономный уезд Иду Данъян Чжицзян 1. Силин 2. Уцзяган 3. Сяотин |                                  |                    |                             |                           |                    |                                     |       |
| Статус | Название                         | На китайском языке | Пиньинь                     | Население (перепись 2010) | Территория (кв.км) | Плотность населения (чел. на кв.км) |       |
| Районы |                                  |                    |                             |                           |                    |                                     |       |
| Район | Силин                            | 西陵区             | Xīlíng qū                   | 512 074                   | 68,14              | 7 515,03                            |       |
| Район | Уцзяган                          | 伍家岗区           | Wǔjiāgǎng qū                | 214 194                   | 84,03              | 2549,02                             |       |
| Район | Дяньцзюнь                        | 点军区             | Diǎnjūn qū                  | 103 696                   | 533,23             | 194,47                              |       |
| Район | Сяотин                           | 猇亭区             | Xiāotíng qū                 | 61 230                    | 130,40             | 469,55                              |       |
| Район | Илин                             | 夷陵区             | Yílíng qū                   | 520 186                   | 3 416,57           | 152,25                              |       |
| Городские уезды |                                  |                    |                             |                           |                    |                                     |       |
| Городской уезд | Иду                              | 宜都市             | Yídū shì                    | 384 598                   | 1 354,83           | 283,87                              |       |
| Городской уезд | Данъян                           | 当阳市             | Dāngyáng shì                | 468 293                   | 2 148,82           | 217,93                              |       |
| Городской уезд | Чжицзян                          | 枝江市             | Zhījiāng shì                | 644 835                   | 2 010,00           | 321                                 |       |
| Уезды |                                  |                    |                             |                           |                    |                                     |       |
| Уезд | Юаньань                          | 远安县             | Yuǎn'ān xiàn                | 184 532                   | 1 741,06           | 105,99                              |       |
| Уезд | Синшань                          | 兴山县             | Xīngshān xiàn               | 170 630                   | 2 315,36           | 73,69                               |       |
| Уезд | Цзыгуй                           | 秭归县             | Zǐguī xiàn                  | 367 107                   | 2 273,80           | 161,45                              |       |
| Автономные уезды |                                  |                    |                             |                           |                    |                                     |       |
| Чанъян-Туцзяский автономный уезд | Чанъян-Туцзяский автономный уезд | 长阳土家族自治县   | Chángyáng Tǔjiāzú zìzhìxiàn | 388 228                   | 3418,82            | 113,56                              |       |
| Уфэн-Туцзяский автономный уезд | Уфэн-Туцзяский автономный уезд   | 五峰土家族自治县   | Wǔfēng Tǔjiāzú zìzhìxiàn    | 188 923                   | 2 370,41           | 79,70                               |       |

## Экономика

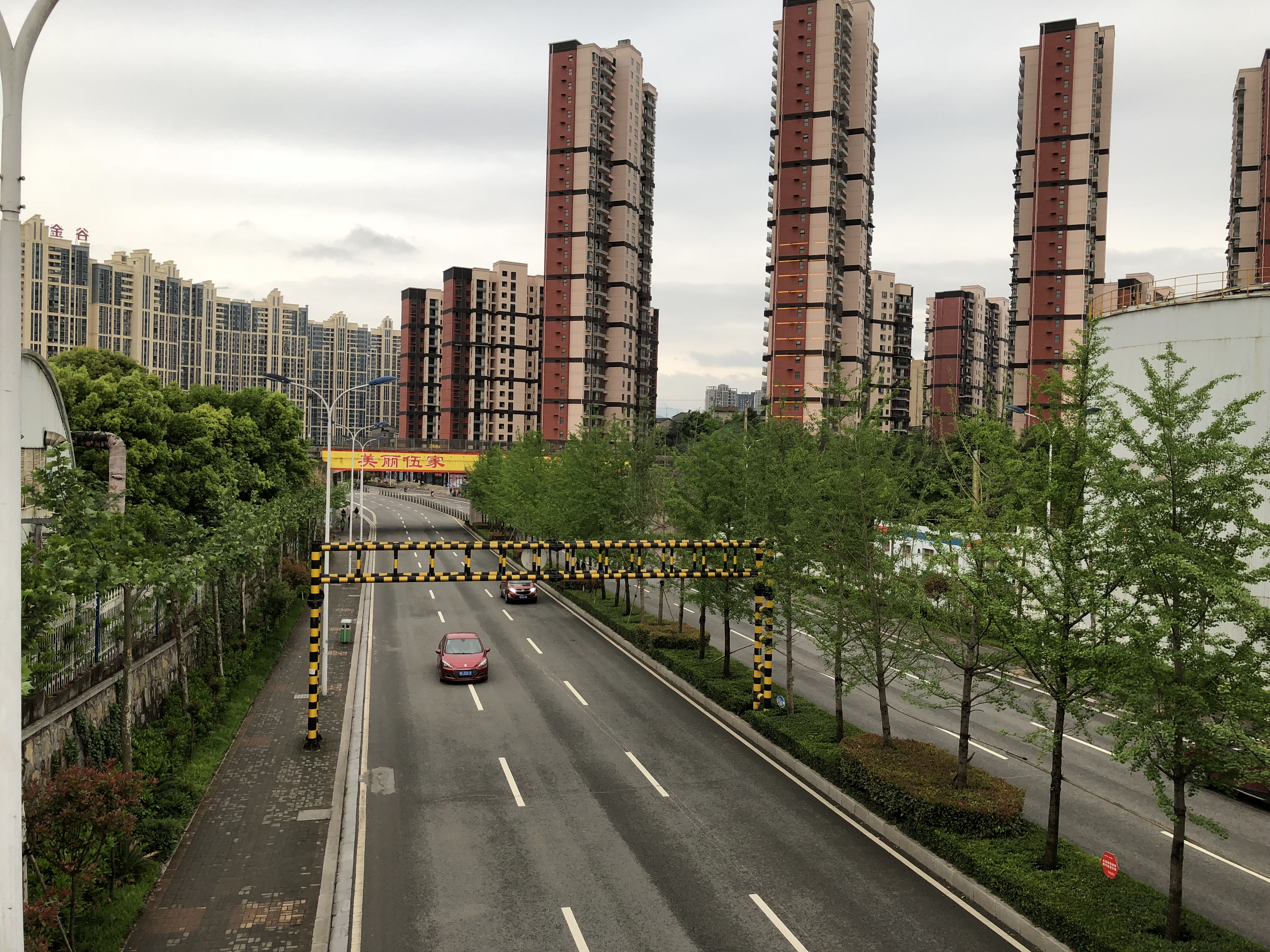
Новый жилой район Ичана

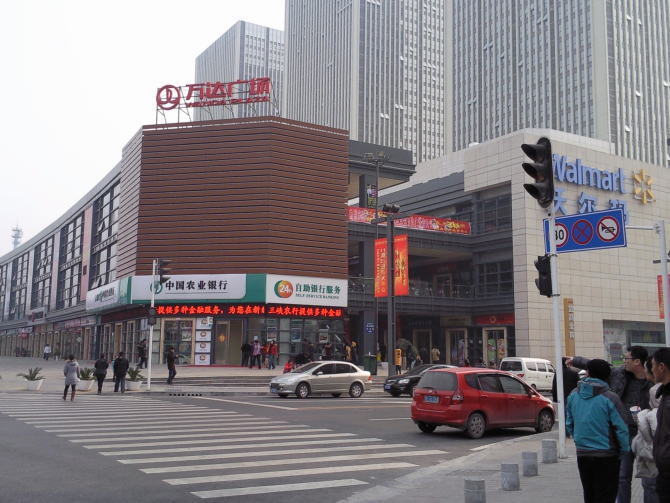
Торговый центр Wanda Plaza

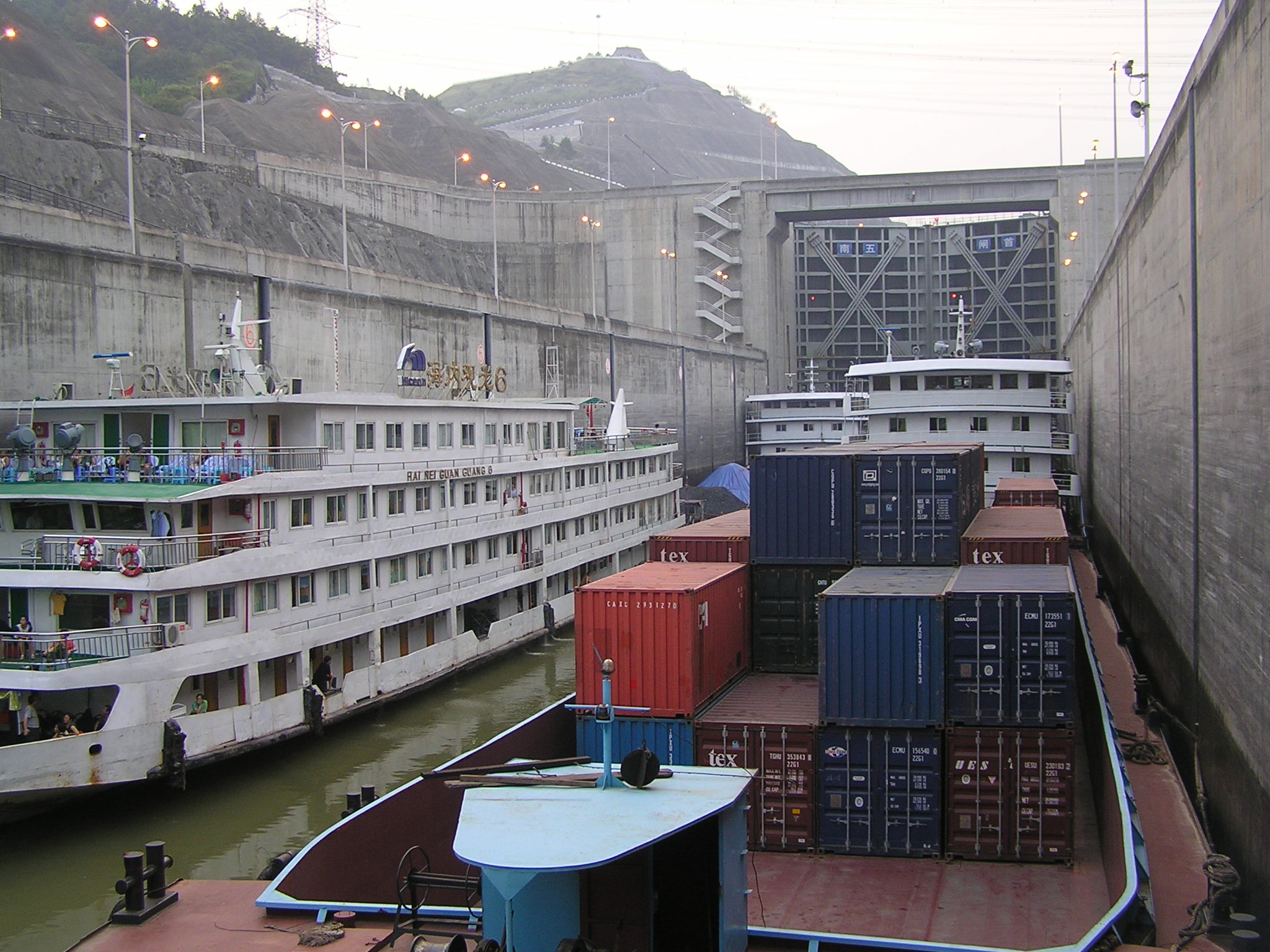
Перевозка контейнеров и пассажиров через шлюзы плотины «Три ущелья»

Среди сельскохозяйственных культур промышленное значение имеют цитрусовые и чай. В Ичане развито разведение морепродуктов, в том числе осетра.

### Энергетика
Ичан наиболее известен двумя находящимися в округе гидроэлектростанциями на реке Янцзы:
- ГЭС «Гэчжоуба» — расположена на северной окраине Ичана, в нескольких километрах выше по течению от центра городского округа.
- ГЭС «Санься» (Три ущелья) — крупнейшая гидроэлектростанция в мире, расположена у посёлка Саньдоупин в районе Илин.

В большинстве уездов городского округа Ичан имеются также многочисленные малые ГЭС на горных реках и ручьях. На горных хребтах построены ветроэлектростанции.

### Промышленность
В Ичане базируется крупнейший в стране производитель дрожжей Angel Yeast. Также здесь расположены завод химических удобрений Sinopec Hubei Chemical Fertilizer Company, завод 6-го НПО компании China Aerospace Science and Industry Corporation, завод косметики L’Oréal, ювелирная фабрика Luk Fook Holdings и завод фортепиано Parsons Music Group.
Ичан является крупнейшим в стране центром по производству фортепиано и запасных частей для этих музыкальных инструментов; на него приходится более 17 % китайского рынка и 1/7 мирового производства фортепиано. Здесь ежегодно выпускаются 70 тыс. пианино и роялей, которые продаются в более чем 40 странах и регионах мира; в отрасли занято более 2,8 тыс. человек. По итогам 2022 года годовой объём продаж ичанских фортепиано превысил 2 млрд юаней (почти 280 млн долл. США).

## Транспорт
В Ичане имеется аэропорт.

### Водный
Развито судоходство по Янцзы (особенно через судоходные шлюзы гидроузла Санься). За период с 2003 по 2023 года совокупный грузооборот через судоходные шлюзы гидроузла Санься превысил 1,91 млрд тонн (максимальный тоннаж судов увеличился с 1 тыс. до 5 тыс. тонн); кроме того, через них за 20 лет прошло более 993 тыс. судов с 12,24 млн пассажиров. В 2022 году объём грузоперевозок через шлюзы достигнул 156 млн тонн.

### Железнодорожный
Через территорию Ичана проходят железнодорожная магистраль Шанхай — Ухань — Чэнду, участок скоростной железной дороги Ухань — Ичан и участок скоростной железной дороги Ичан — Ваньчжоу — Чунцин.

## Галерея

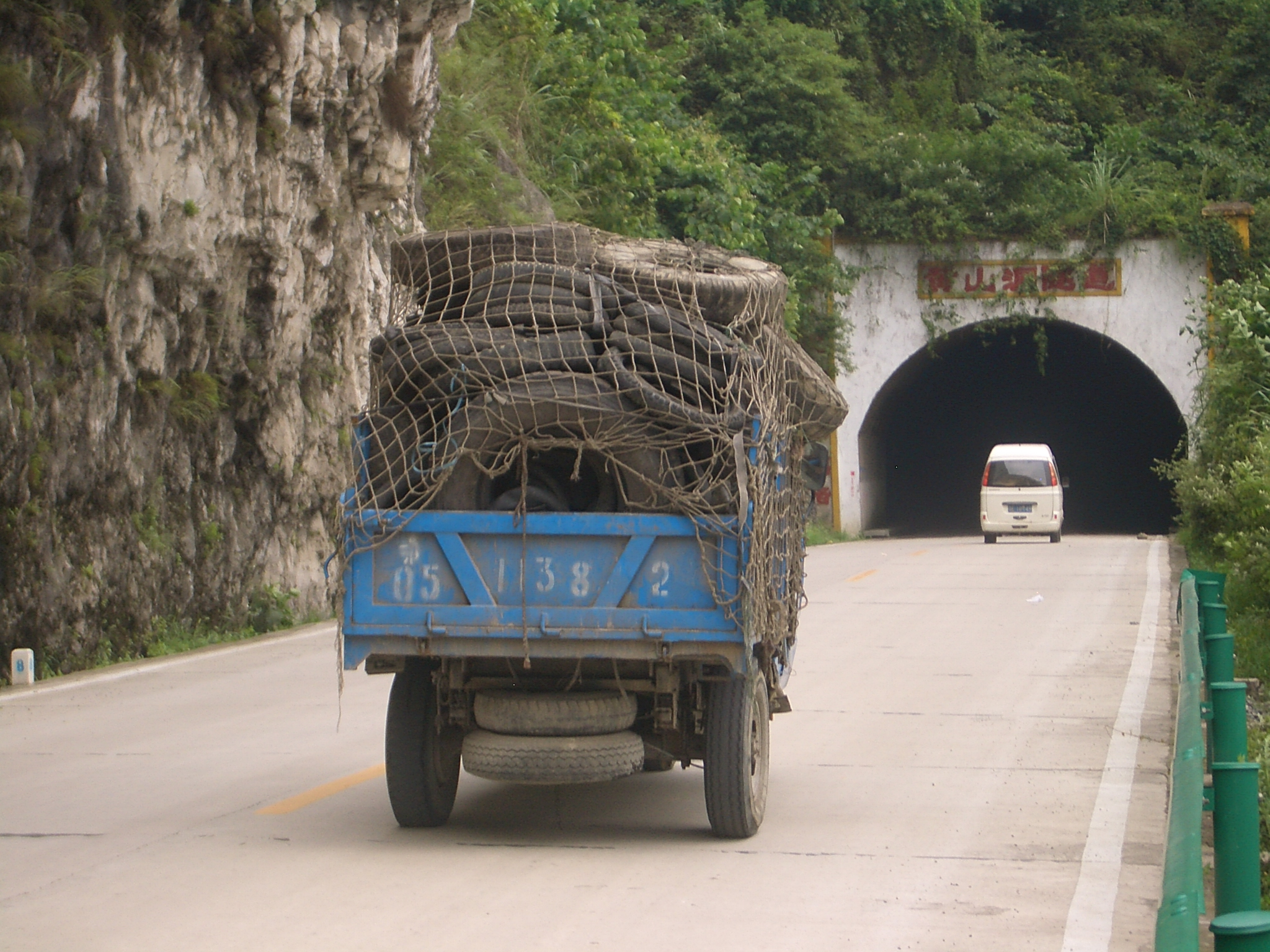
Освещение в большинстве туннелей (необходимых на многих дорогах округа в силу рельефа местности) почитается за ненужную роскошь
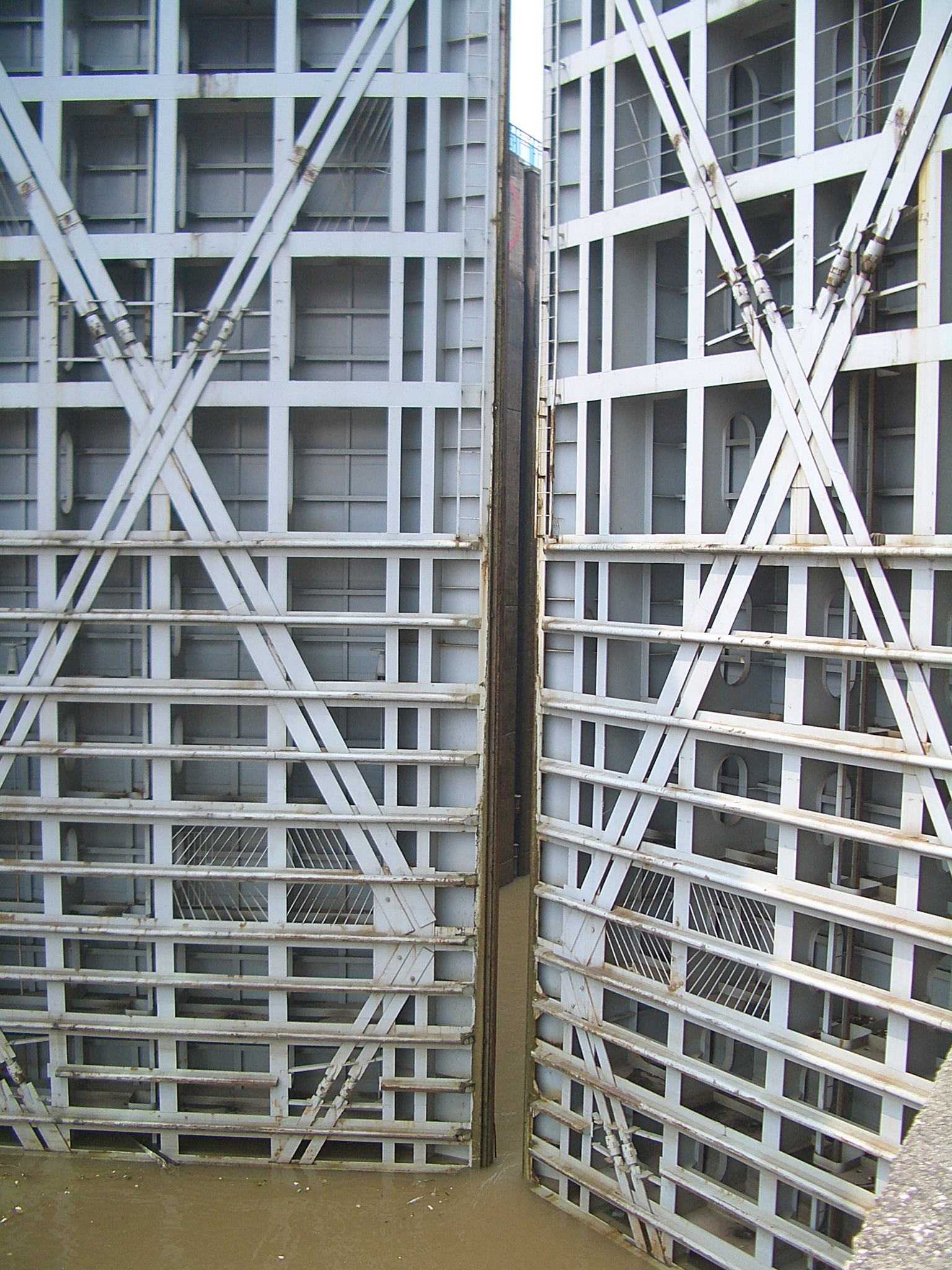
Ворота шлюза гидрокомплекса Гэчжоуба
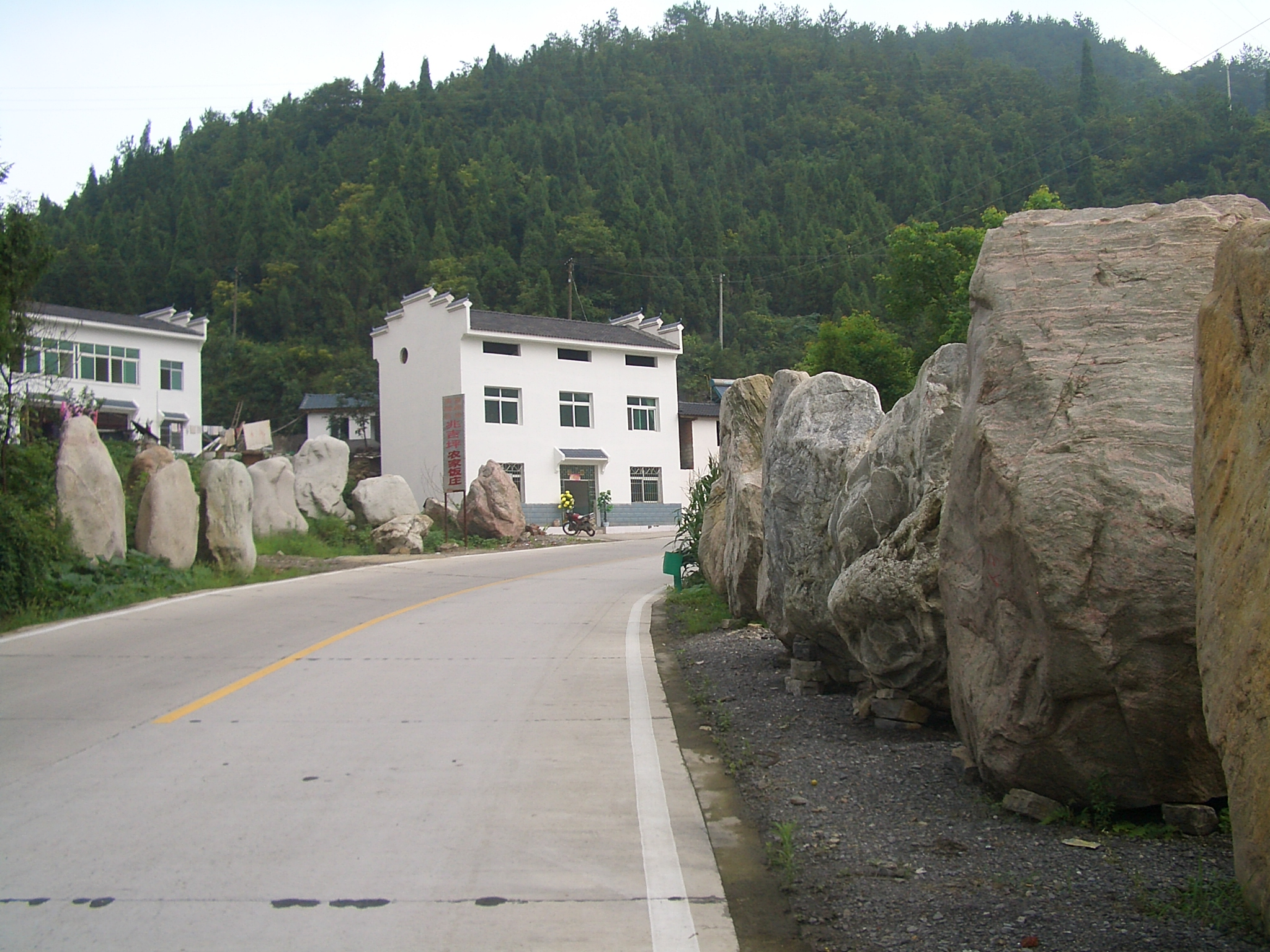
Каменоломни рекламируют свою продукцию, выставляя образцы вдоль дороги
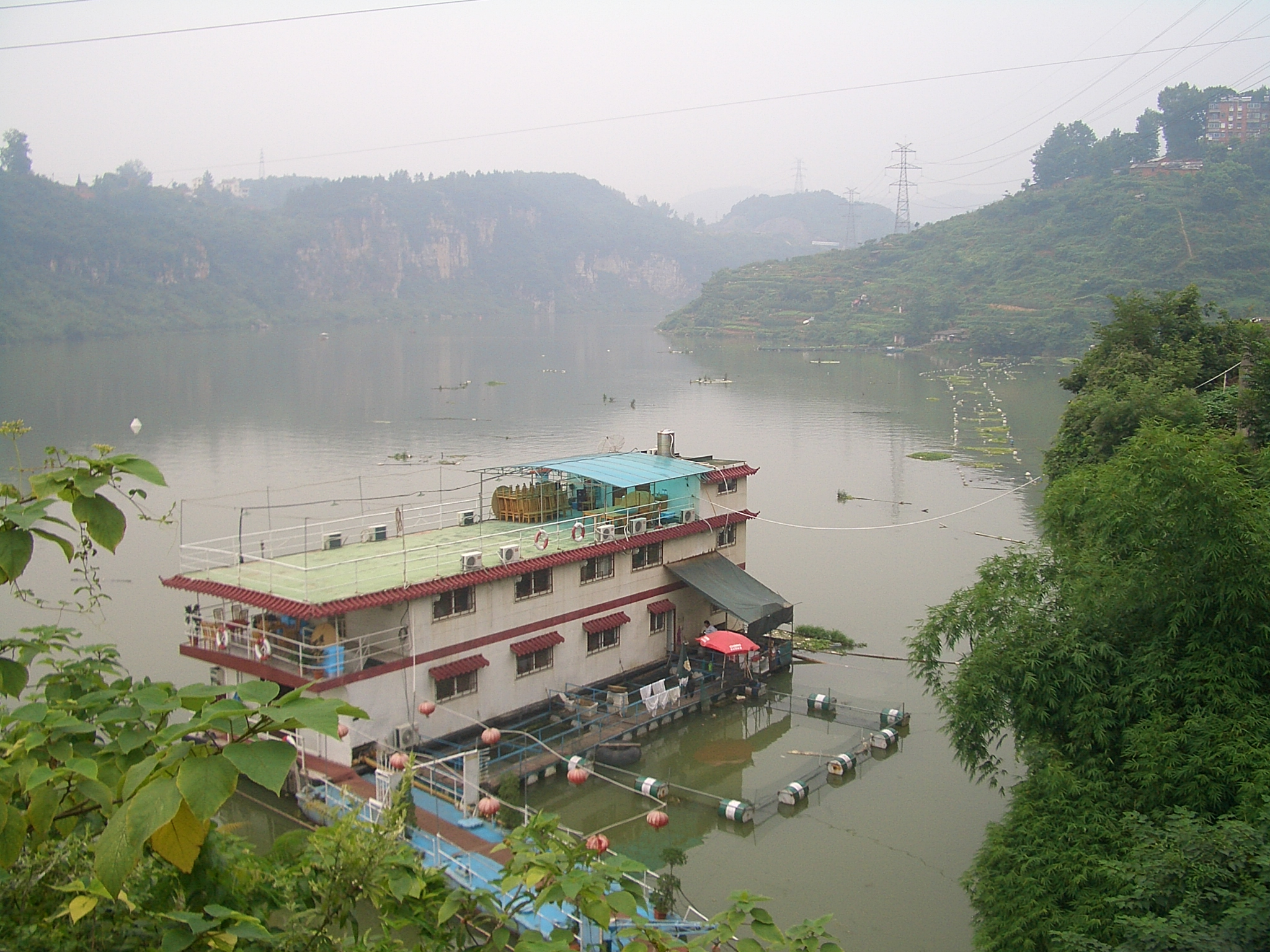
На реке Хуанбо
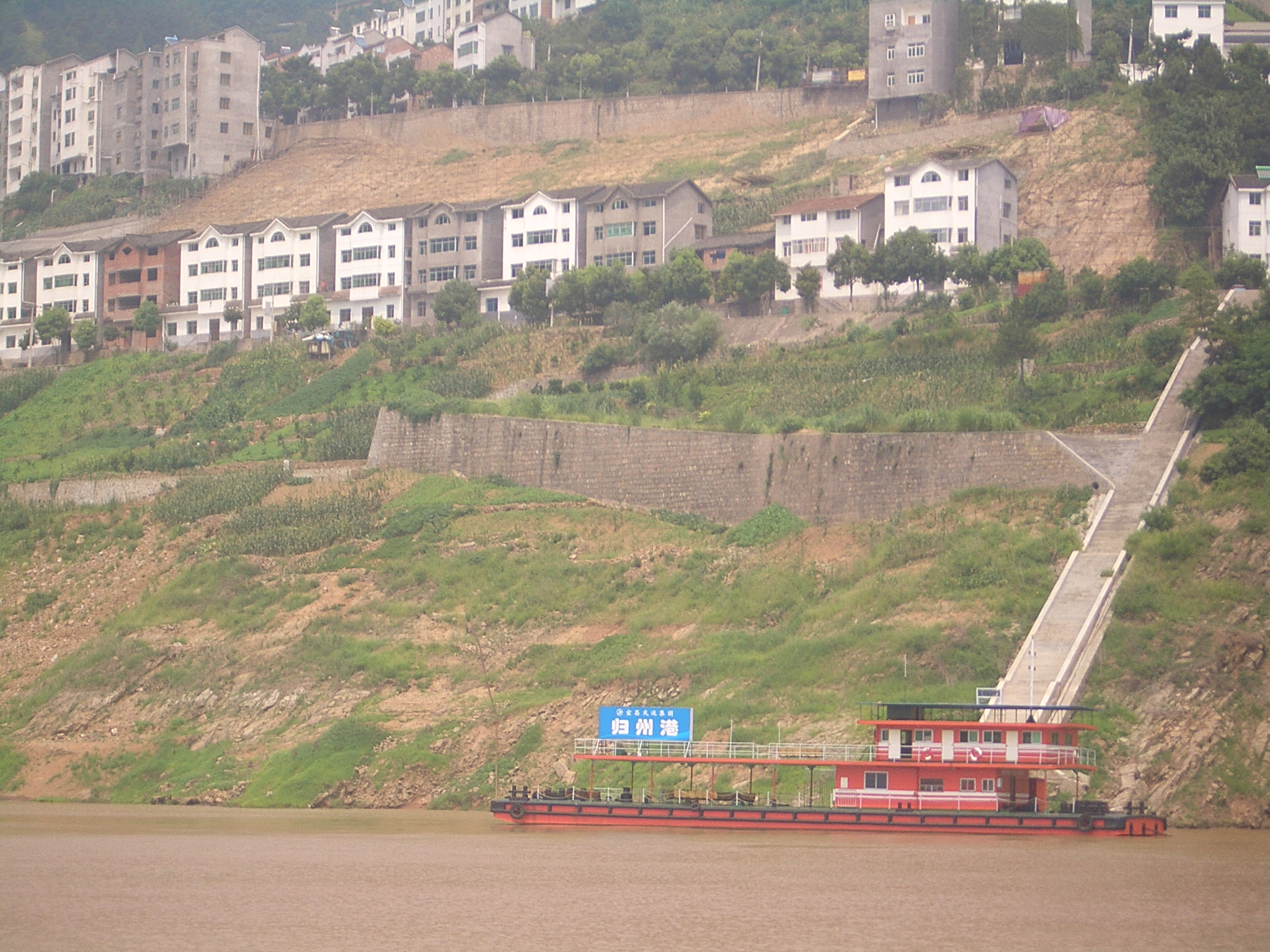
На Янцзы у пос. Гуйчжоу, уезд Цзыгуй
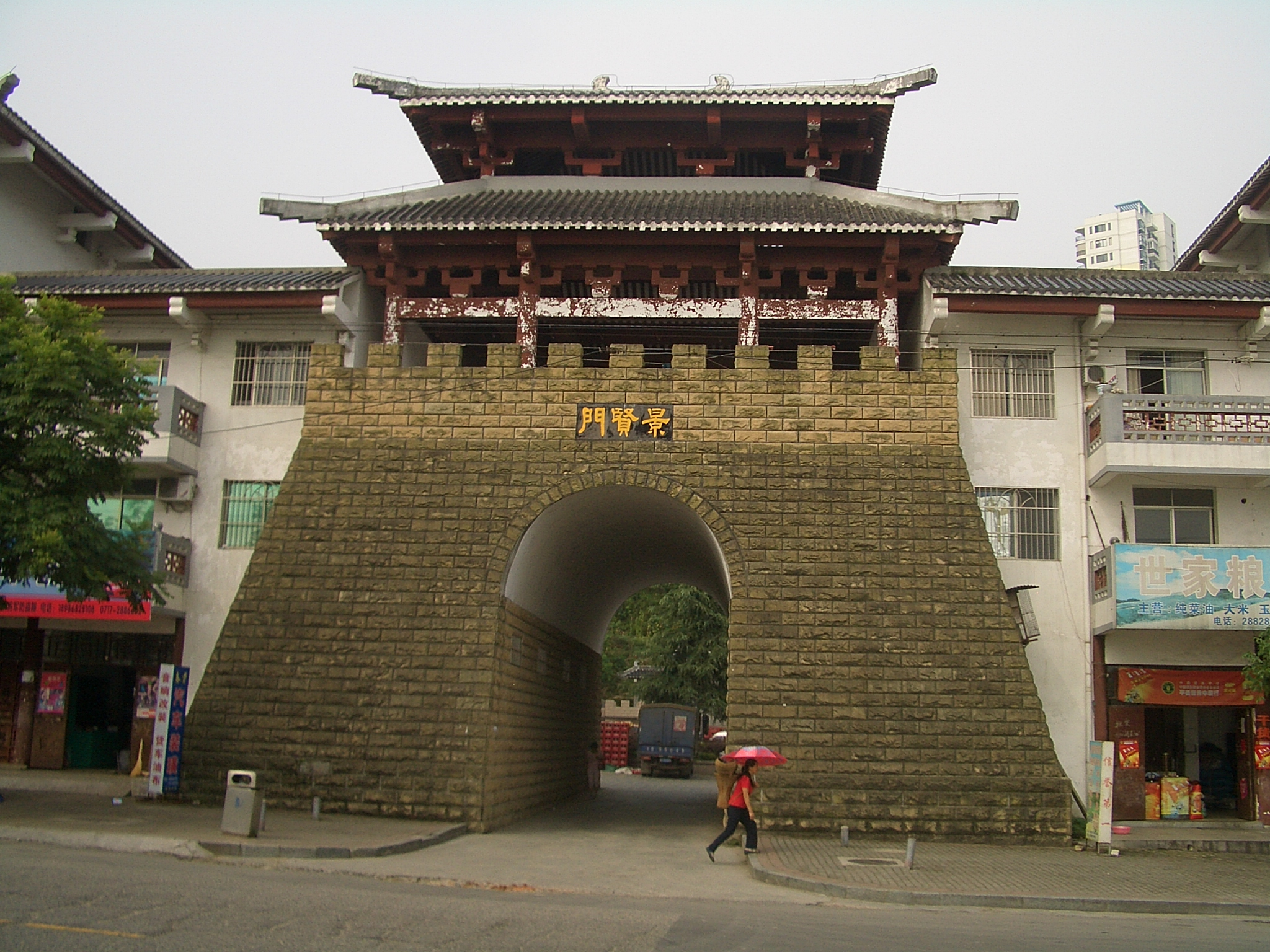
Едва ли не единственная старинная постройка, уцелевшая в пос. Маопин (уездный центр уезда Цзыгуй)
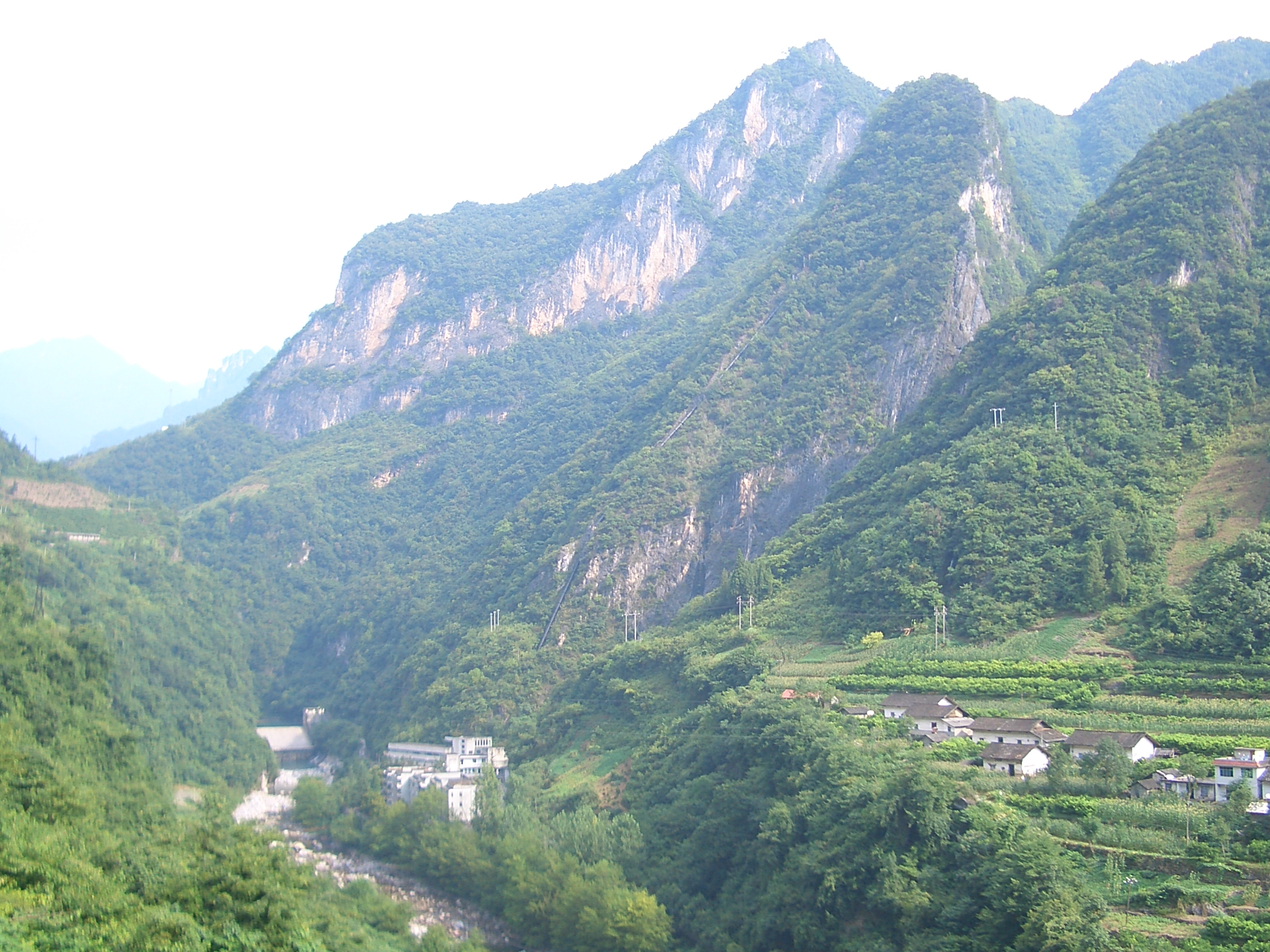
ГЭС Хоуцзыбао в уезде Синшань. Вода поступает с горы по чёрной трубе
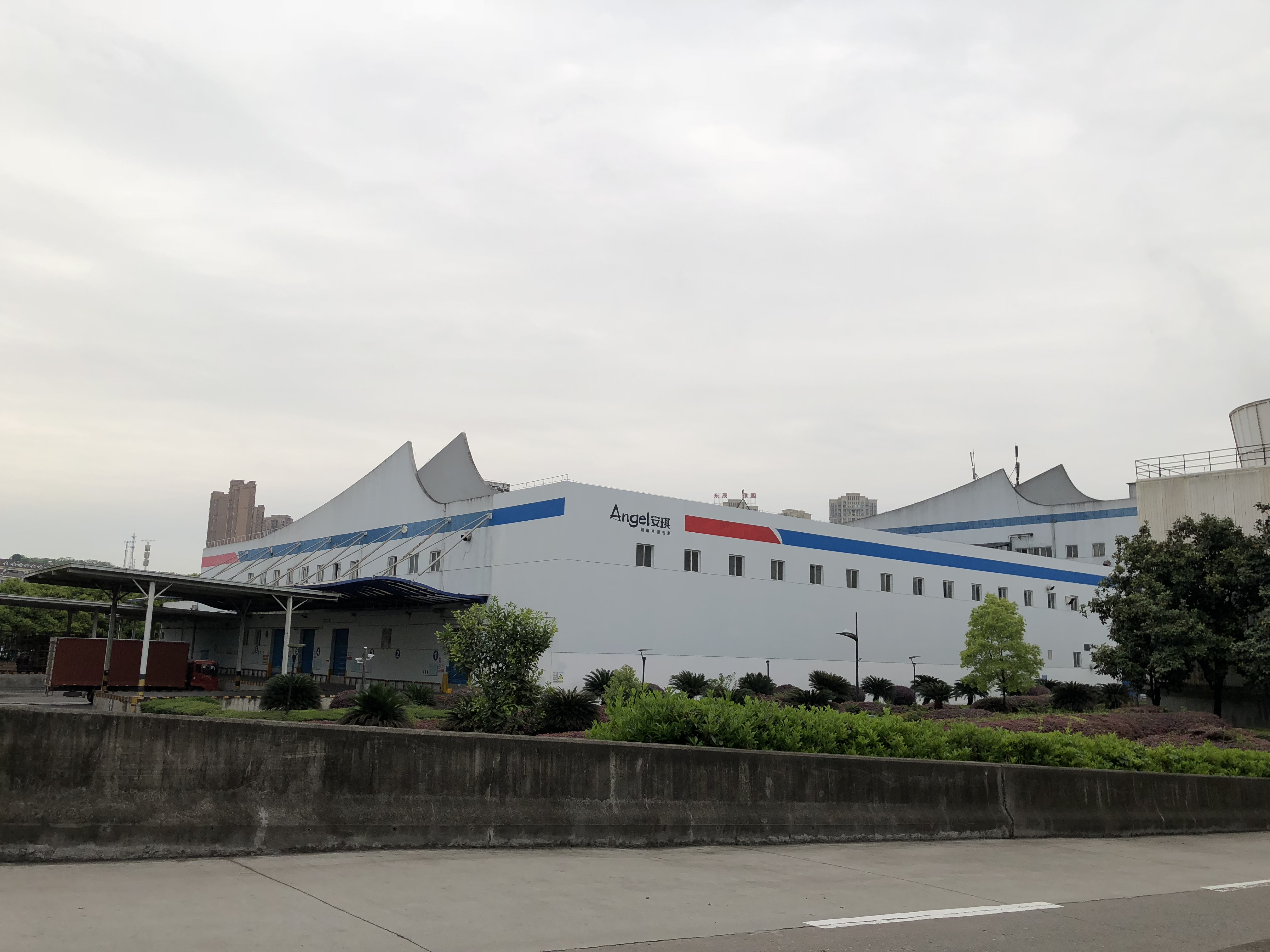
Фабрика дрожжей Angel Yeast